# Diary of the Dead: Kroniki żywych trupów
Diary of the Dead: Kroniki żywych trupów – amerykański horror filmowy w reżyserii George’a A. Romero z 2007 roku.

## Fabuła
Grupa studentów szkoły filmowej w trakcie kręcenia własnego horroru w odludnym lesie odkrywa że miejsce jest przepełnione w niewyjaśniony sposób ożywionymi zwłokami – zombie. Akcja filmu rozgrywa się równolegle do zdarzeń ukazanych w pierwszym obrazie George’a A. Romero, klasycznego horroru pt. Noc żywych trupów z 1968 roku ukazując zupełnie inną perspektywę wydarzeń.

## Obsada
- Shawn Roberts – Tony Ravello
- Amy Ciupak Lalonde – Tracy Thruman
- Joshua Close – Jason Creed
- Scott Wentworth – Andrew Maxwell
- Michelle Morgan – Debra Moynahan
- Joe Dinicol – Eliot Stone
- Megan Park – Francine Shane